# One Air
One Air ist eine britische Frachtfluggesellschaft mit Sitz im Londoner Stadtbezirk Kingston upon Thames, die 2021 gegründet wurde.

## Geschichte
One Air wurde 2021 gegründet, erhielt 2023 ihr Air Operator Certificate und konnte den Betrieb mit einer Boeing 747 aufnehmen, die sie 2022 von Aerotranscargo gekauft hatte. Der 31 Jahre alte Jumbojet wurde ursprünglich an Air Canada ausgeliefert und 2006 zum Frachtflugzeug umgebaut. Zum Zeitpunkt der Inbetriebnahme ihres ersten Frachtflugzeuges hatte die Gesellschaft 90 Personen am Boden und 40 Flugbegleiter und Piloten in der Luft angestellt. Geplant ist der Erwerb eines weiteren Jumbos im Jahr 2023.

## Flugziele
Nebst Charterfrachtflügen will One Air auch zwei wöchentliche Flüge zwischen Europa und dem asiatisch-pazifischen Raum anbieten. Mit dem zweiten 747er will man ab dem vierten Quartal Europa und den Nahen Osten erschließen und zu einem späteren Zeitpunkt in die USA.

## Flotte
Die Flotte besteht mit Stand April 2025 aus drei Flugzeugen mit einem Durchschnittsalter von 29,7 Jahren.
| Flugzeugtyp        | Anzahl | bestellt | Anmerkungen                                  | Durchschnittsalter |
| ------------------ | ------ | -------- | -------------------------------------------- | ------------------ |
| Boeing 747-400BDSF | 2      |          | eine inaktiv; betrieben durch Aerotranscargo | 29,7 Jahre         |
| Boeing 747-400ERF  | 1      |          | betrieben durch Aerotranscargo               | 29,7 Jahre         |
| Boeing 777F        |        | 1        |                                              |                    |
| Gesamt             | 3      | 1        |                                              | 29,7 Jahre         |